# Карскен Ліппманн
Карскен Ліппманн (нім. Karsten Lippmann, 21 червня 1958) — німецький плавець.
Призер Чемпіонату світу з водних видів спорту 1978 року.